# Koulizh Kedez
 (mars 2013).
Si vous disposez d'ouvrages ou d'articles de référence ou si vous connaissez des sites web de qualité traitant du thème abordé ici, merci de compléter l'article en donnant les références utiles à sa vérifiabilité et en les liant à la section « Notes et références ».
Koulizh Kedez (Kouli gKedez sur certains articles anciens, selon une prononciation courante) est le nom de plume de Yann-Yeun Kefeleg, ou Jean-Yves Queffellec, né en 1947, écrivain, poète, et traducteur littéraire en langue bretonne.

## Vie
Élevé à Gwivin en Saint-Coulitz, commune de Cornouaille, en Bretagne, dans l'environnement bretonnant d'une famille paysanne, il a toujours parlé et entendu parler breton. Révolutionnaire dans l'âme, il a connu l'exil en Suisse et participé au mouvement de Mai 68. Ayant définitivement choisi la langue bretonne comme langue littéraire, il s'est réinstallé en Bretagne dans les années 1970, pratiquant l'agriculture et devenant berger en même temps qu'il réalisait un important travail sur la langue orale et écrite.

## L'écrivain
Poète et prosiste exigeant, travaillant le rythme et la musicalité dans une langue riche, précise et baroque.[réf. souhaitée] Il nourrit sa création poétique d'un travail méticuleux sur la langue collectée autour de lui et comparée à la langue littéraire de toutes les époques, ainsi que de la fréquentation et de la traduction de nombreux poètes et écrivains d'envergure internationale.
Il est connu comme le plus grand ennemi de Pierre-Jakez Helias, critiqué et moqué à de nombreuses reprises dans ses ouvrages ainsi que sous sa plume dans le très polémique Cheval couché de Xavier Grall (qui lui cédait la parole au sujet de la langue bretonne de l'écrivain bigouden). Koulizh Kedez l'attaque de manière véhémente sur ses positions politiques jugées très conciliantes avec le centralisme français et l'histoire officielle, sur son localisme bigouden et sa défiance vis-à-vis de la rénovation linguistique et littéraire de la revue Gwalarn que Kedez juge incohérente avec les nombreux emprunts faits par Hélias à la langue de cette revue. Il critique aussi l'autotraduction de P.-J. Hélias qui lui semble verser dans l'exagération pittoresque.
Il était considéré par Xavier Grall comme le plus grand écrivain breton.

## Œuvre
Poésie, romans, nouvelles, critique littéraire, traduction littéraires.
Il a aussi été acteur et scénariste de films télévisés[Lesquels ?].
Son travail de linguiste qui consiste à collecter la langue de ses parents et voisins et à l'étudier en la comparant à la langue littéraire est paru en 2012 aux éditions An Diaoul Dieub.

### Poésie
- Selam an arc'houest, éditions Brogon (sans nom d'auteur), juin 1973.
- Linaig Geunderode a anver Gwrac'h Ahez in Tri Barzh (Alan Botrel, Yann-Baol An Noalleg, Koulizh Kedez), recueil Talm 4, cahier 210, éditions Preder, décembre 1976.
- Dev an Avel, Mouladurioù Hor Yezh, collection Skrid, 1987.
- Gorbl an ael, Mouladurioù Hor Yezh, collection Skrid, 1993.
- Arvar hag Aters, éditions An Treizher, 2000.
- Ouzh Eien ar Gaouded, éditions An Treizher, 2000.
- Uzien Announ, un recueil de trois cahiers de poésie, éditions An Diaoul Dieub, 2009.
- Tarav, éditions An Diaoul Dieub, 2013.
- Bar Yehoudah, éditions An Diaoul Dieub, 2014.

### Récits
- L'Hermine-ès-feu, roman en français, inédit, mentionné par Xavier Grall in Le Cheval couché, 1977. D'autres écrits de jeunesse en français ont pu rester inédits.
- Eizh redele (danevelloù), éd. Brogon (emembannadur hep anv aozer), Paris, Mezheven 1973.
- Souflam Per Gwegen (roman), éd. Brogon (emembannadur hep anv aozer), Paris, Meurzh 1974. Réédition Mouladurioù Hor Yezh, collection Skrid, 1991.
- Koñchennoù Mamm (nouvelles –éditées par erreur sous le titre Koñchennoù mamm-gozh–), Mouladurioù Hor Yezh, dastumadeg Skrid, 1990.
- Komen Gweennour (autobiographie), Mouladurioù Hor Yezh, collection Skrid, 1996.
- Troioù-kaer Dom Lom (roman), éd. An Diaoul Dieub, 2008.
- Strafuilh ar Mor (danevelloù), éd. An Diaoul Dieub, 2009. (Réédition corrigée et augmentée de Eizh redele hag un nogedenn, Paris, 1973)

### Traductions
Du français au breton :
- Ar Fest-noz (roman), d'après La fête de Nuit de Xavier Grall[3], traduit en collaboration avec l'auteur, Mouladurioù Hor Yezh, 1988.
- De nombreux poèmes de René Char, un poème de Gillevic in E-ser awen ar bed, éd. An Diaoul Dieub, 2009.
- Les fleurs du mal, de Charles Baudelaire, in Krefen Yuzaz, éd. An Diaoul Dieub, 2012.
- Le poème Boaz endormi de Victor Hugo, in Bar Yehoudah, 2014.
- Il a aussi été présenté par un journaliste comme traducteur de Lacan et Levinas[4]. (Traductions inédites en tout cas.)

Du russe au breton (en collaboration avec André Markowicz) :
- Ar c'henavezo diwezhañ ha barzhonegoù all, d'après Guennadi Aïgui. (Certains poèmes du recueil traduits par Alan Botrel, ou Gwendal Denez.) Mouladurioù Hor Yezh, collection Skrid, 1994.
- Requiem, d'après Anna Akhmatova. Œuvre poétique, coédition Dana & An Treizher, 1997
- Daouzek (Les Douze), d'après Alexandre Blok, éditions An Treizher, 2000.
- Une anthologie de poésie russe Marina Tsvetaeva, Ossip Mandelstam, Anna Akhmatova, Alexandre Blok, Vélimir Khlebnikov, Vladimir Maïakovski, Boris Pasternak, Maximilian Volochine, Iliazd, in E-ser awen ar bed, éd. An Diaoul Dieub, Mayenne, 2009.

Du yiddish au breton (en collaboration avec Batia Baum) :
- Kan war wallazhadeg ar bobl yuzev (Le chant du peuple juif assassiné poème en 15 chants), diwar Itskhak Katsenelson, in Kas ha Lazh, Skrid, 2005, rééd. An Diaoul Dieub, 2013.
- E kêr an anaon (nouvelle), diwar Lamed Shapiro, in Kas ha Lazh, Skrid, 2005.
- Ar berniad (gweud hir), diwar Perets Markish, in Kas ha Lazh, Skrid, 2005, rééd. An Diaoul Dieub, 2013.
- Deux poèmes d'Yitskhok Niborski, in E-ser awen ar bed, 2009, et une berceuse dans Uzien Announ, 2009.

De l'hébreu biblique au breton (in Kan ar Garantez hag an Avel, tri levr biblek, éd. An Diaoul Dieub, 2008) :
- Pennganenn ar C'hanennoù (Le Cantique des cantiques )
- Ar Prezeger (‘‘L'Ecclésiaste‘‘)
- Un dibab salmoù (choix de psaumes)
- S'y adjoignent "Div ganenn eus koanlid Pesac'h" (deux chants du rituel de Pessa'h) tirés du Seder et respectivement traduits de l'hébreu médiéval et du judéo-araméen : ’Ec'had mi yode‘a et C'had gadia.

Des poèmes provenant de l'allemand (Paul Celan, Hans Arp, Heinrich Heine), du néerlandais (Hans Andreus), du persan (Sohrab Sepehri, Hâfez), du tchèque (Vladimír Holan), de l'italien (Cesare Pavese), de l'anglais (Dylan Thomas), du portugais (Fernando Pessoa), de l'espagnol (Jorje Luis Borges), de l'hébreu moderne (Pinhas Sadeh), du polonais (Tadeusz Różewicz), du serbe (Jovan Dučić), du croate (Dragutin Tadijanović, Miroslav Krleža), du slovène (Dragotin Kette, Anton Debeljak), essentiellement dans E-ser awen ar bed, et Krefen Yuzaz, sauf Heine inséré dans Bar Yehoudah et un poème de langue catalane du troubadour valencien Ausiàs March qui figure dans Uzien Announ.
Des poèmes de Kedez ont été traduits en néerlandais par Jan Deloof, en allemand par Raoul Schrott, en tchouvache par Guennadi Aïgui, en polonais, en français.

## Pour approfondir